# کیبل (حوزه سرشماری)، ویسکانسین
کیبل (به انگلیسی: Cable) یک منطقهٔ مسکونی در ایالات متحده آمریکا است که در Cable واقع شده‌است. کیبل ۲۰۶ نفر جمعیت دارد و ۴۱۶٫۹۷ متر بالاتر از سطح دریا واقع شده‌است.